# Mikawa-Bucht
Die Mikawa-Bucht (japanisch 三河湾, Mikawa-wan) ist eine Bucht im Süden der Präfektur Aichi (historisch die Provinz Mikawa) in Japan, umgeben von der Chita-Halbinsel im Westen und der Atsumi-Halbinsel im Osten und Süden. Der westliche Teil der Bucht wird daher auch Chita-Bucht (知多湾, Chita-wan) und der östliche Atsumi-Bucht (渥美湾, Atsumi-wan) genannt. Ihr Gebiet ist etwa 604 km² groß.

## Übersicht
Die größten Inseln in der Bucht und gleichzeitig einzigen bewohnten Inseln in der Präfektur sind Saku-shima, Shinojima und Himaka-jima an der Buchtmündung. Die wichtigsten Zuflüsse sind die Flüsse 1. Ordnung Toyo-gawa im Osten und Yahagi-gawa (samt alten Flusslauf Yahagifurukawa) im Norden.
In der Chita-Bucht gibt es eine industrielle Zone. In den letzten Jahren wurde die Verschmutzung des seichten, eingeschlossenen Wassers in der Bucht problematisch.